# Heinz Allersmeier
Heinz Allersmeier (24 de Março de 1917 - 23 de Março de 2001) foi um oficial alemão que serviu no Exército alemão durante a Segunda Guerra Mundial. Foi condecorado com a Cruz de Cavaleiro da Cruz de Ferro.